# Victoria Benedictsson
Victoria Maria Benedictsson, f. Bruzelius (6. marts 1850 i Skåne – 23. juli 1888 i København) var svensk forfatterinde, der skrev under pseudonymet Ernst Ahlgren.
Victoria Benedictsson blev 1871 gift med den 28 år ældre postmester Christian Benedictsson (1822-1899) i Hörby. Ægteskabet var ikke lykkeligt, dertil kom en alvorlig sygdom, en hofteskade, der ikke blot holdt hende i sengen lange tider ad gangen, men jævnligt voldte hende store smerter og til tider nødte hende til at bruge krykker. Hun søgte tilflugt i litterært arbejde, men de fordringer, hun stillede til livet og menneskene, frem for alt til sig selv, var større, end at hun kunne finde dem tilfredsstillet; hun sank hen i mismod og begik selvmord under et ophold på E. A. Leopoldts familiehotel på Hovedvagtsgade 6A ved Kongens Nytorv i København natten mellem den 21. og 22. juli 1888. Hendes selvmord, med hjælp af en barberkniv, inspirerede August Strindberg til afslutningen af dramaet Frøken Julie.

## Forfatterskabet
Hendes forfatterskab strækker sig kun over fire år (1884-88), men alt, hvad hun har skrevet, er præget af hendes ejendommelige personlighed og hendes strenge kunstneriske selvkritik. Det omfatter dels to romaner »Pengar« (1885) og »Fru Marianne« (1887), dels mindre skildringer, især af skånsk folkeliv: »Från Skåne« (1884) og »Folklif och småberättelser« (1887); endelig et lille proverbe: »I telefon«. Hendes yngre ven, Axel Lundegård, har, dels i forening med hende, dels efter hendes udkast, skrevet dramaerne »Final« og »Den bergtagna« samt romanen »Modern«. Victoria Benedictsson er i sin sundhed og selvstændighed en ualmindelig sympatisk forfatterpersonlighed. Skønt hun optræder midt i problemdigtningens og de litterære partistridigheders tid, lader hun ikke sin digtning træde i noget partis tjeneste; hun skildrer livet, som hun ser det med genial iagttagelsesevne og varm deltagelse oftest med en forfriskende humor. Hele hendes produktion er oversat til dansk. Hun er begravet på Vestre Kirkegård i København.